# ذيفان بيتا للكلوستريديوم الحاطم

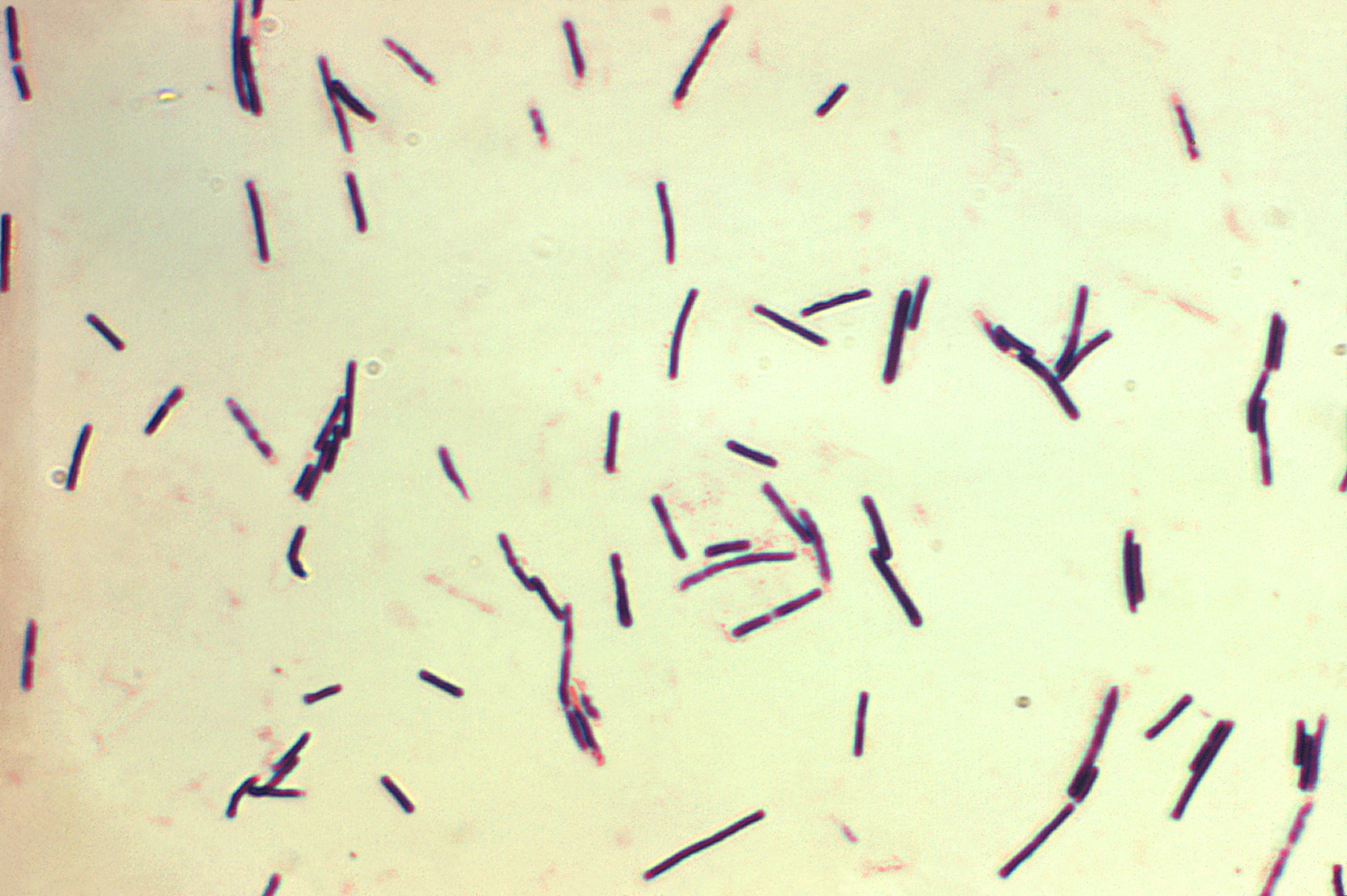

ذيفان بيتا للمطثية الحاطمة أو ذيفان بيتا لمطثية الغنغرينا هو أحد أربعة ذيفانات قاتلة أساسية تنتجها سلالات بكتيريا المطثية الحاطمة (مطثية الغنغرينا) من النوع بي والنوع سي . وهو عامل ناخر ويسبب ارتفاع ضغط الدم بسبب تحرر الكاتيكولامين. وقد ظهر أنه يسبب التهاب معوي نخري في الثدييات ويسبب آفات معوية ناخرة في نموذج عروة اللفائفي لدى الأرنب.